# Aktivationsniveau
Aktivationsniveaus sind allgemeine nervöse Erregungszustände des Organismus. Eine extrem geringe Ausprägung entspricht der Bewusstlosigkeit, eine sehr hohe der Panik. Dazwischen liegende Zustände sind der Tiefschlaf, die Schläfrigkeit, die entspannte und volle Wachheit sowie Angespanntheit.
Wie H. Bartenwerfer belegte, können die subjektiven Einschätzungen des Aktivationsniveaus auf einem hohen Messniveau (Verhältnis-Skala) durchgeführt werden.
D.E. Berlyne wies nach, dass die Menschen dazu neigen, ein mittleres Aktivationsniveau zu erreichen bzw. einzustellen. Auf einem niedrigen Niveau fühlen sie sich eher gelangweilt und auf einem hohen angespannt, „gestresst“.
Für die Gefühlstheorien hat das Aktivationsniveau ebenfalls eine hervorgehobene Bedeutung. So gehen die meisten Pädiater und Kinderpsychologen davon aus, dass das Baby in den ersten Tagen nach der Geburt noch keine inhaltlichen Gefühle wie Unlust oder Freude erlebt, sondern nur unterschiedliche Aktivationsniveaus. Bei der Zweikomponententheorie der Gefühle, die Schachter & Singer vorlegten, entspricht das Aktivationsniveau der quantitativen Komponente, welche die Stärke der Gefühle bestimmt. Als qualitative Komponente kommen die inhaltlichen Gefühle hinzu, wie z. B. als positive Emotion die Freude und als negative Gefühle die Trauer, Wut, der Ekel usw.
Nach dem Aktivationsmodell steht das Aktivationsniveau mit den Ausprägungen der körperlichen und geistigen Leistungen in einer umgekehrt-u-förmigen Beziehung: Sie sind auf dem mittleren Aktivationsniveau am höchsten. Deshalb wird es als „optimales Aktivationsniveau“ bezeichnet.
Mentales Aktivierungstraining (= MAT), das der Förderung der geistigen Leistungsfähigkeit dienen soll, beruht auf dem Konzept, eine Person aus dem Zustand eines geringen Aktivationsniveaus in den des optimalen Aktivationsniveaus zu bringen. Dadurch wird das geistige Leistungsvermögen erhöht. Studien an Schülern, Azubis, Berufstätigen und Senioren bestätigen den altersübergreifenden Erfolg.
Bei der Gesellschaft für Gehirntraining e.V. (GfG) bildet MAT den Kern der empfohlenen Maßnahmen zur Förderung der geistigen Leistungsfähigkeit und psychischen Stabilität.